# Retimohnia acadiana
Retimohnia acadiana is een slakkensoort uit de familie van de Buccinidae. De wetenschappelijke naam van de soort is voor het eerst geldig gepubliceerd in 2008 door Emilio Fabián García. Het holotype (20,9 mm lang en 8,5 mm breed) van deze soort werd verzameld bij cold seeps op de continentale helling ten zuiden van de kust van Louisiana in diep water (ongeveer 550 m). García noemde de soort naar Acadiana, de streek in Louisiana met een belangrijke francofone bevolking, vooral door immigratie uit het Canadese Acadië.